# 東龍強
東龍 強（あずまりゅう つよし、1987年5月12日 - ）は、モンゴル国ゴビアルタイ（2015年9月場所まではウランバートル市）出身で、玉ノ井部屋に所属した元大相撲力士。本名はサンドゥイジャブ・トドビレグ（モンゴル語キリル文字表記：Сандуйжавын Тодбилэг）。身長192.0cm、体重159.0kg、血液型はB型。最高位は東前頭11枚目（2023年3月場所）。右四つの相撲を得意としており、頻繁に上手投げで白星を奪い取るのが取り口の特徴である。尊敬する力士は元大関・魁皇。協会公式プロフィールによると、好物は肉、趣味は按摩、好きな映画はアクション系(特に『ワイルド・スピード』シリーズ)。

## 来歴
モンゴルでスカウトを受けたため、2003年11月に15歳で明徳義塾高校に相撲留学。2006年に九州情報大学へ進学し、2年生で全国学生個人体重別選手権大会無差別級で3位に入賞している。2008年9月に大学3年次から、同年6月に体験入門していた玉ノ井部屋へ正式に入門し、同年11月場所前の新弟子検査を受検する。大学は、2010年3月に卒業。折しも角界が大相撲力士大麻問題に見舞われた直後の時期であったが、その点6年の日本生活を経験して常識を備えていたトドビレグは協会で行われた面接の結果として玉ノ井からも太鼓判を押されるなど信頼されていた。それまでは外国人力士も新弟子検査に合格した場所で初土俵を踏んでいたが、この場所の検査からは興行ビザの取得と力士教育を済ませてから初土俵を踏むように変更されたため、同じモンゴル出身の貴ノ岩とともに初土俵は2009年1月場所となった。2009年1月場所初土俵の同期生は他に宝富士、皇風、德勝龍らがいる。
初めて三段目に昇格した2009年9月場所は7戦全勝とし、優勝同点。初土俵から1年足らずの翌11月場所で幕下に昇進して以降は幕下に定着し、2011年9月場所では関取昇進の可能性があるとされる、幕下15枚目以内に初めて昇格。2012年11月場所では西幕下筆頭で6勝1敗の好成績で、場所後の番付編成会議で翌2013年1月場所での新十両昇進が決まった。新十両発表を受けた2012年11月28日は母親の命日であり、明徳義塾高校2年生の時に母親が死去した時には「聞いた時は涙も出ないくらい信じられなかった」といい、命日からちょうど8年で念願の関取の座を掴んで母親の供養を果たした恰好となった。新十両発表に際して「魁皇関のような相撲を取りたい」と話した。
新十両の場所は勝ち越し、2場所目の同年3月場所は12勝3敗の好成績。旭秀鵬との優勝決定戦に敗れたため十両優勝はできなかったが、続く5月場所で新入幕（東前頭16枚目）。モンゴルからの新入幕は、2012年1月場所の旭秀鵬以来17人目。翌5月場所では予てよりの弱点である攻めの甘さとあっさり土俵を割る点が露呈し、6勝9敗の負け越し。その後2014年1月場所に西十両3枚目で10勝5敗の好成績を残したことで翌3月場所には再入幕を果たし、自己最高位を東前頭14枚目まで更新する。2013年5月場所以来5場所ぶりの幕内復帰。その場所は9日目まで5勝4敗だったが、14日目に負け越しが決定し、最終的には6勝9敗。西関脇だった琴欧洲が場所中に引退し、翌場所は幕尻が東前頭17枚目になることから、幕内残留はほぼ確実だった。しかし、西十両4枚目で8勝7敗だった佐田の海が新入幕を果たしたため、翌5月場所は十両に陥落（東十両筆頭）。1場所で幕内に復帰するも、その場所14日目の逸ノ城戦で右膝を負傷してしまい、千秋楽は自身初の休場を余儀なくされた。
続く9月場所の全休を経て、十両下位に落ちた同年11月場所で復帰するも、2場所連続で負け越して2015年3月場所では幕下に陥落した。幕下転落2場所目の同年5月場所で1年ぶりの勝ち越しを果たし、同年9月場所では東幕下2枚目で、7番目では幕下で唯一6連勝としていた佐藤を破って6勝1敗8人による優勝決定戦に進出。トーナメント形式の準決勝で千代翔馬に敗れて幕下優勝とはならなかったが、続く11月場所では十両に復帰した。しばらく十両中位から下位にあったが、2016年5月場所に10勝5敗の成績を挙げると翌7月場所は再入幕の窺がえる西十両筆頭の地位を得た。この場所は13日目に勝ち越しに王手をかけたが、14日目から2番連続で給金相撲を落として7勝8敗の負け越し。続く9月場所も6勝9敗の負け越し。それからは十両上位と中位を往来。2017年5月場所は西十両5枚の地位を与えられ、8勝7敗。7月場所はやや幸運で2枚半上昇の東十両3枚目。10月8日の秋巡業富士場所では十両の申し合いで9番相撲を取った。その後も十両での土俵が続いていたが、2019年3月場所から3場所連続で勝ち越し、同年9月場所において30場所ぶりの再入幕を果たした。再入幕にかかった所要場所数としては里山の37場所に次いで史上2位の記録となる。西前頭15枚目で迎えた同場所では6勝9敗と負け越し、十両への陥落となった。続く11月場所は東十両筆頭で迎え、11勝4敗で勢、魁聖、霧馬山と並び、4人による優勝決定戦に進出した。決定戦では勢、魁聖の順に破り自身初の各段優勝となる十両優勝を果たした。5度目の入幕となった2020年1月場所からは2場所連続で幕内に在位したが、勝ち越しは果たせず同年7月場所で十両に陥落。
2020年以降は2019新型コロナウイルス感染拡大の影響を受けた。2020年9月場所では玉ノ井部屋に所属する他の力士の感染が判明したため、東龍自身は感染していなかったものの休場となった。2021年4月19日には自身の新型コロナウイルス感染が発表されたが、同月29日に東京都内の病院を退院し、同年5月場所には出場することができた（5勝10敗と負け越し）。同年11月場所からは3場所連続で勝ち越したため2022年5月場所では12場所ぶりに幕内に復帰したが、西前頭15枚目で5勝10敗と負け越して1場所で十両へ陥落。翌7月場所では同部屋所属力士の新型コロナウイルス感染により11日目から途中休場となった（東龍がコロナ関連で休場したのは先述の2020年9月場所以来2度目）。同年11月場所にて幕内復帰を果たし、12日目終了時点で7勝5敗と初の幕内での勝ち越しに王手をかけたが、そこから3連敗でまたしても勝ち越しを逃した。

### 自身初の幕内での勝ち越し
前述の通り15歳の時に相撲を始め、2009年初土俵、2013年1月十両、その4か月後に幕内へ昇進したが、その後は幕内、十両、幕下との間で往来が続いて幕内での勝ち越しを何度も逃したが、2023年（令和5年）最初の1月場所12日目、新入幕から10年弱、58場所経過して平戸海を上手投げで倒し、35歳8か月にしてようやく幕内での勝ち越しを手にした。新入幕から勝ち越しまでのスロー記録は2021年（令和3年）1月場所で29場所目で勝ち越した明瀬山を抜いて史上1位となった。幕内初勝ち越し時点の年齢でも、1957年（昭和32年）9月場所の小野錦の記録（35歳6か月）を上回り、昭和以降新入幕の力士における最年長記録となった。明瀬山と同様、幕内初勝ち越しの場所は優勝、三賞なしの9勝6敗で終えた。
2023年2月19日、都内のホテルで結婚披露宴を行い、モンゴルからの親戚や友人ら50人を含む約350人が出席。相撲界からは師匠の玉ノ井の他に、同じモンゴル出身の6代大島、13代宮城野、横綱・照ノ富士、関脇・豊昇龍、小結・霧馬山らが出席。妻とはすでに2011年8月にウランバートル市で婚姻届けを提出し、披露宴挙式時点で長女は中学3年に、長男は小学5年に、次女は幼稚園年中となっており、いずれも日本の学校や幼稚園に通っている。挙式は2022年秋に決まっていたが、2023年1月場場所で自身初の幕内での勝ち越しを決めたことが式を飾ることとなった。すでにベテランだが、今後へ「ケガなく、1場所でも1日でも長く相撲を取りたい」と力を込めた。

### 現役引退
5月場所は東十両2枚目の地位で2勝13敗。場所前は「膝や肩やいろんなところが痛くて」相撲を取る稽古がほとんどできなかったといい、この結果ですらも「よく2勝ができたな」と自分を励ます言葉が漏れるほどの重傷であった。6月21日時点では部屋の幕下力士ら相手に相撲を取る稽古を11番行える程度には回復。7月場所はわずか4枚半下降の西十両6枚目と番付運に恵まれたものの、千秋楽に敗れ7勝8敗と負け越し。9月場所は番付据え置きと再び番付運に恵まれたが、同場所は初日から4連敗、5日目に初勝利を挙げた後更に6連敗するなど3勝12敗に終わる。11月場所では関取最下位となる西十両14枚目に番付を落とし、初日の東幕下筆頭白鷹山との一戦で敗れ土俵下に着地した際に左膝を負傷、翌日から約9年ぶりとなる怪我による休場となった。1月場所は東幕下13枚目まで陥落し、その番付発表当日である12月25日付で引退を表明した。引退会見では「（最初に）ケガした時で終わっていた力士人生かもしれない。その時から１０年近くも相撲をとれたので、悔いはないです」と声を詰まらせながら涙を拭った。思い出の取組として新入幕だった2013年5月場所中日の旭天鵬戦を挙げ、同じモンゴル出身の先輩に敗れたものの「めちゃくちゃうれしくて、わくわくした」と笑った。今後は角界に残らず、断髪式は2024年9月28日に国技館で行われた。

## 主な成績

### 通算成績
- 通算成績：528勝522敗47休（88場所）
- 幕内成績：62勝88敗15休（11場所）

### 各段優勝
- 十両優勝:1回（2019年11月場所）

### 場所別成績
| | 一月場所 初場所（東京） | 三月場所 春場所（大阪） | 五月場所 夏場所（東京） | 七月場所 名古屋場所（愛知） | 九月場所 秋場所（東京）  | 十一月場所 九州場所（福岡） |
| --- | ----------------------- | ----------------------- | ----------------------- | --------------------------- | ------------------------ | --------------------------- |
| 2009年 （平成21年） | （前相撲）              | 東序ノ口23枚目 5–2      | 東序二段90枚目 6–1      | 西序二段13枚目 5–2          | 東三段目81枚目 7–0       | 東幕下52枚目 4–3            |
| 2010年 （平成22年） | 東幕下45枚目 5–2        | 東幕下33枚目 3–4        | 東幕下39枚目 5–2        | 東幕下26枚目 4–3            | 東幕下18枚目 3–4         | 西幕下23枚目 4–3            |
| 2011年 （平成23年） | 東幕下20枚目 1–6        | 八百長問題 により中止   | 西幕下44枚目 5–2        | 東幕下18枚目 5–2            | 西幕下5枚目 2–5          | 東幕下12枚目 4–3            |
| 2012年 （平成24年） | 西幕下9枚目 4–3         | 東幕下5枚目 3–4         | 西幕下10枚目 5–2        | 西幕下6枚目 4–3             | 東幕下5枚目 4–3          | 西幕下筆頭 6–1              |
| 2013年 （平成25年） | 東十両10枚目 8–7        | 東十両8枚目 12–3        | 東前頭16枚目 6–9        | 東十両3枚目 7–8             | 西十両4枚目 8–7          | 西十両2枚目 7–8             |
| 2014年 （平成26年） | 西十両3枚目 10–5        | 東前頭14枚目 6–9        | 東十両筆頭 10–5         | 西前頭14枚目 7–8            | 西前頭14枚目 休場 0–0–15 | 東十両10枚目 6–9            |
| 2015年 （平成27年） | 東十両12枚目 6–9        | 東幕下筆頭 2–5          | 西幕下12枚目 5–2        | 西幕下5枚目 4–3             | 東幕下2枚目 6–1          | 西十両9枚目 6–9             |
| 2016年 （平成28年） | 西十両11枚目 9–6        | 西十両7枚目 7–8         | 東十両8枚目 10–5        | 西十両筆頭 7–8              | 東十両3枚目 6–9          | 西十両6枚目 8–7             |
| 2017年 （平成29年） | 西十両4枚目 5–10        | 西十両9枚目 9–6         | 西十両5枚目 8–7         | 東十両3枚目 8–7             | 西十両2枚目 6–9          | 西十両4枚目 8–7             |
| 2018年 （平成30年） | 東十両2枚目 7–8         | 西十両3枚目 6–9         | 東十両6枚目 7–8         | 西十両7枚目 5–10            | 東十両13枚目 9–6         | 東十両10枚目 9–6            |
| 2019年 （平成31年 /令和元年） | 東十両7枚目 7–8         | 東十両7枚目 8–7         | 西十両4枚目 8–7         | 西十両筆頭 8–7              | 西前頭15枚目 6–9         | 東十両筆頭 優勝 11–4        |
| 2020年 （令和2年） | 東前頭15枚目 7–8        | 東前頭16枚目 5–10       | 感染症拡大 により中止   | 東十両3枚目 5–10            | 西十両7枚目 休場 0–0–15  | 西十両7枚目 8–7             |
| 2021年 （令和3年） | 東十両6枚目 7–8         | 西十両7枚目 9–6         | 西十両3枚目 5–10        | 西十両7枚目 7–8             | 東十両8枚目 5–10         | 西十両10枚目 9–6            |
| 2022年 （令和4年） | 西十両5枚目 9–6         | 東十両2枚目 10–5        | 東前頭15枚目 5–10       | 東十両2枚目 4–7–4           | 西十両2枚目 9–6          | 西前頭14枚目 7–8            |
| 2023年 （令和5年） | 西前頭14枚目 9–6        | 東前頭11枚目 4–11       | 東十両2枚目 2–13        | 西十両6枚目 7–8             | 西十両6枚目 3–12         | 西十両14枚目 0–2–13         |
| 2024年 （令和6年） | 東幕下13枚目 引退 –     | x                       | x                       | x                           | x                        | x                           |
| 各欄の数字は、「勝ち-負け-休場」を示す。 優勝 引退 休場 十両 幕下 三賞：敢=敢闘賞、殊=殊勲賞、技=技能賞 その他：★=金星 番付階級：幕内 - 十両 - 幕下 - 三段目 - 序二段 - 序ノ口 幕内序列：横綱 - 大関 - 関脇 - 小結 - 前頭（「#数字」は各位内の序列） |                         |                         |                         |                             |                          |                             |

### 幕内対戦成績
- 元第73代横綱・照ノ富士には1敗。照ノ富士が新入幕の時の対戦である。
- 大関：琴櫻には1敗。琴櫻が新入幕の時の対戦である。
- 元大関・霧島には1敗。霧島が新入幕の時の対戦である。
- 元大関・栃ノ心には1敗。栃ノ心の大関陥落後の対戦である。
- 元大関・琴奨菊には2勝。いずれも琴奨菊の大関陥落後の対戦である。

| 碧山     | 1 | 1 | 熱海富士   | 1 | 0 | 安美錦   | 0 | 1    | 荒鷲     | 0 | 1 |  |  |  |
| 勢       | 0 | 2 | 石浦       | 1 | 0 | 一山本   | 2 | 1    | 宇良     | 0 | 2 |  |  |  |
| 遠藤     | 0 | 1 | 炎鵬       | 1 | 0 | 王鵬     | 1 | 2    | 隠岐の海 | 1 | 2 |  |  |  |
| 魁聖     | 1 | 2 | 臥牙丸     | 2 | 1 | 輝       | 0 | 5    | 旭秀鵬   | 1 | 1 |  |  |  |
| 旭天鵬   | 1 | 2 | 霧馬山     | 0 | 1 | 荒篤山   | 1 | 0    | 琴恵光   | 3 | 1 |  |  |  |
| 琴奨菊   | 2 | 0 | 琴勝峰     | 1 | 1 | 琴ノ若   | 0 | 1    | 琴勇輝   | 1 | 0 |  |  |  |
| 佐田の海 | 0 | 4 | 佐田の富士 | 1 | 0 | 里山     | 0 | 1    | 志摩ノ海 | 2 | 0 |  |  |  |
| 常幸龍   | 1 | 0 | 翔天狼     | 1 | 0 | 松鳳山   | 0 | 1    | 蒼国来   | 0 | 1 |  |  |  |
| 大奄美   | 0 | 1 | 大喜鵬     | 1 | 0 | 大翔鵬   | 1 | 1    | 大道     | 0 | 1 |  |  |  |
| 貴源治   | 0 | 1 | 隆の勝     | 0 | 3 | 宝富士   | 1 | 3(1) | 玉鷲     | 0 | 1 |  |  |  |
| 千代翔馬 | 2 | 1 | 千代大龍   | 0 | 3 | 千代の国 | 0 | 1    | 千代丸   | 1 | 4 |  |  |  |
| 剣翔     | 4 | 1 | 照強       | 0 | 4 | 照ノ富士 | 0 | 1    | 天鎧鵬   | 1 | 0 |  |  |  |
| 徳勝龍   | 2 | 1 | 栃煌山     | 1 | 2 | 栃ノ心   | 0 | 1    | 栃乃若   | 1 | 0 |  |  |  |
| 豊ノ島   | 1 | 1 | 豊響       | 3 | 0 | 錦木     | 3 | 1    | 錦富士   | 0 | 1 |  |  |  |
| 平戸海   | 2 | 1 | 武将山     | 0 | 1 | 誉富士   | 1 | 0    | 舛ノ山   | 1 | 1 |  |  |  |
| 翠富士   | 1 | 0 | 水戸龍     | 1 | 1 | 妙義龍   | 0 | 3    | 明生     | 2 | 0 |  |  |  |
| 豊山     | 1 | 2 | 竜電       | 0 | 2 | 若の里   | 1 | 1    | 若元春   | 0 | 1 |  |  |  |

## 四股名
- 東龍 強（あずまりゅう つよし）2009年1月場所 - 2024年1月場所